# Scilla bussei
Scilla bussei är en sparrisväxtart som beskrevs av Carl Lebrecht Udo Dammer. Scilla bussei ingår i släktet blåstjärnesläktet, och familjen sparrisväxter. Inga underarter finns listade i Catalogue of Life.